# György Konrád

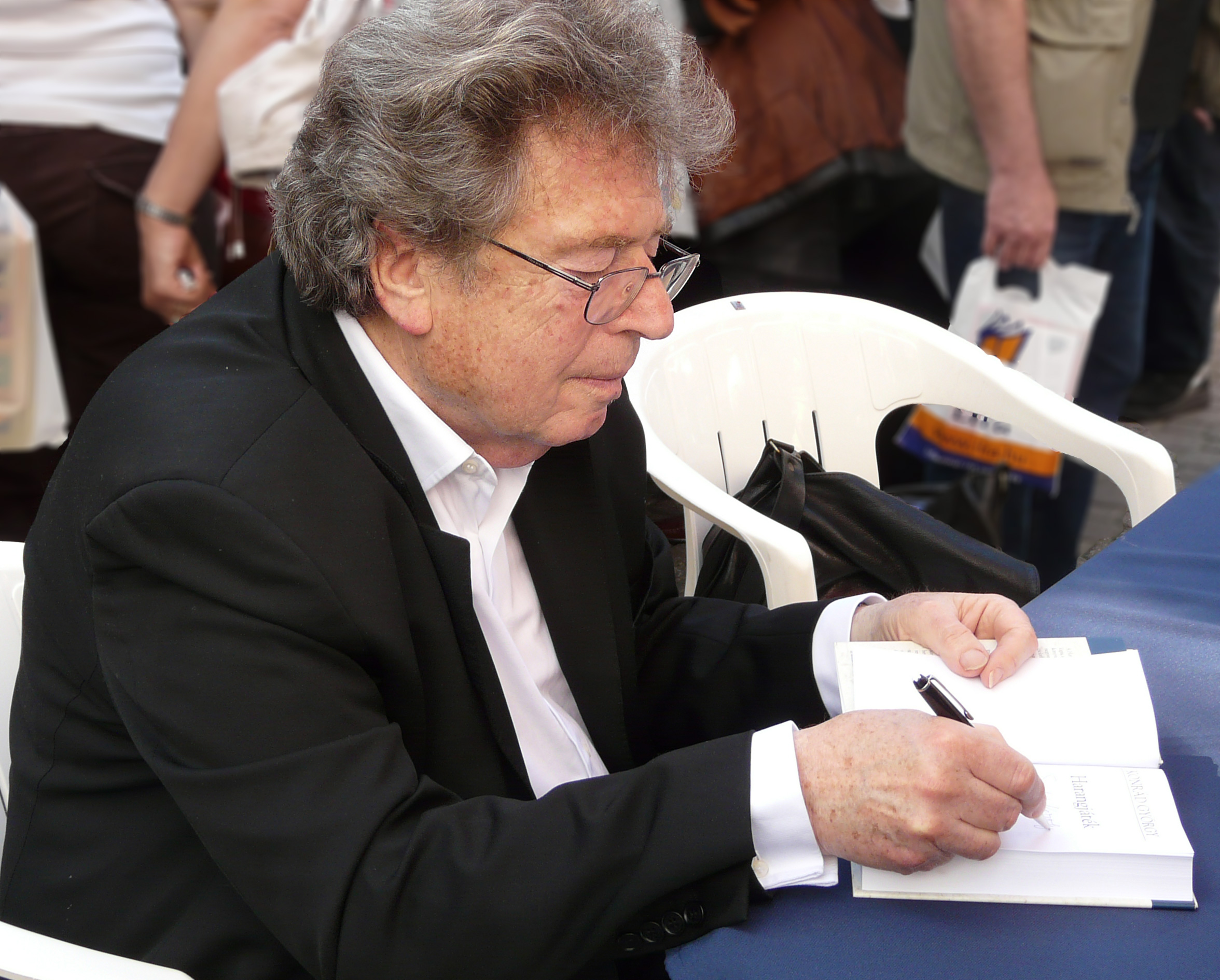
György Konrád, 2010

György (George) Konrád (Debrecen, 2 de abril de 1933 — 13 de setembro de 2019) foi um romancista e ensaísta húngaro, conhecido como  defensor das liberdades individuais e como dissidente durante a dominação soviética em seu país.

## Biografia
Nascido em uma abastada família judia, em  1951, estudou  literatura,  sociologia e psicologia em Budapeste, inicialmente no Instituto Lenin e depois, na Universidade Eötvös Loránd.
Em 1956 participou da Revolução Húngara contra  a ocupação soviética.
Trabalhou no Instituto de Planejamento Urbano de Budapeste e, depois, no organismo acadêmico de  bolsas literárias, mas indispõe-se com o sistema político e é demitido. Em 1976 é preso durante alguns dias. Ficará proibido de publicar seus trabalhos até à mudança do regime em 1989.
De 1982 a 1984 vive em Berlim. Em 1985 recebe o Prêmio Europeu de Ensaio Charles Veillon, concedido pela Fundação Charles Veillon de Lausanne.
Em 1990 é eleito presidente do PEN club international e em 1991 é eleito membro da  Academia das Artes de Berlim, da qual será presidente de 1997 a 2003.
Autor de uma dezena de romances traduzidos em quinze línguas, Konrád também publicou  ensaios políticos e sociológicos.  Em 2001 recebeu o Karlspreis, e em 2003 a Großes Verdienstkreuz do governo alemão.

## Lista parcial de obras

### Ficção
- The Case Worker
- The City Builder
- The Loser
- A Feast in the Garden
- The Stone Dial

### Não ficção
- The Intellectual on the Road to Class Power (1978), com Iván Szelényi
- Antipolitics (1999)
- The Melancholy of Rebirth (1995)
- The Invisible Voice: Meditations on Jewish Themes
- A jugoszláviai háború (és ami utána jöhet) (1999)
- Jugoslovenski rat (i ono što posle može da usledi)  (2000)
- A Guest in My Own Country: A Hungarian Life (2003)
- Departure and Return (2011)

### Artigos
- “The Intelligentsia and Social Structure”. Telos[2] 38 (1978–79). Nova York: Telos Press.